# Nussmuscheln
Die Nussmuscheln (Nuculidae) sind eine Familie der Überfamilie Nuculoidea innerhalb der Ordnung der Nuculida. Die ältesten Vertreter der Nussmuscheln sind schon im Silur nachgewiesen.

## Merkmale
Die Familie der Nussmuscheln beinhaltet Arten mit einem kleinen, nur zentimetergroßen Gehäuse. Das Vorderende ist gut gerundet, das hintere Ende kann abgestutzt sein, dadurch wird das Gehäuse im Umriss oft dreieckig oder auch geschnäbelt. Der Wirbel sitzt meist hinter der Mitte. Das Ligament ist eingesenkt, es teilt das Schloss in einen vorderen und hinteren Teil. Das Schloss ist gewinkelt, der Winkel beträgt etwa 90° oder etwas darüber. Das Schloss besteht aus gleichartigen, länglichen Zähnchen und Gruben senkrecht zur Schlossleiste, wobei im vorderen Schlossteil meist mehr Zähnchen (bis ca. 30) ausgebildet sind als im hinteren Schlossteil (etwa 10 bis 20). Die feste Schale besteht aus drei aragonitischen Schichten sowie dem organischen Periostracum. Die beiden Schließmuskeln sind beide gleich stark ausgebildet, die Nussmuscheln besitzen keine Siphonen, die Mantellinie ist nicht eingebuchtet. Sie haben auch keine Byssusdrüse. Der breitflächige Fuß erinnert an die Kriechsohle einiger Schnecken.

## Geographische Verbreitung, Lebensraum und Lebensweise
Die Arten der Familie Nuculidae kommen weltweit in allen Meeren vor. Sie leben meist in Schlamm- und Feinsandböden vom flachen Subtidal bis in größere Meerestiefen (über 3000 Meter).
Die Nussmuscheln leben weitgehend eingegraben im weichen Sediment. Es sind überwiegend Detritusfresser. Das Atemwasser wird mittels Zilien in die Mantelhöhle transportiert und zwischen den Kiemen gefiltert. Diese Nahrungspartikel stellen jedoch nur den kleineren Teil der Nahrung der Tiere dar. Der größere Teil der Nahrung wird durch die mit Wimpern besetzten paarigen Mundlappentaster aufgenommen. Die Taster werden über die Sedimentoberfläche bewegt, und die Nahrungsteilchen (Detritus) werden durch die Bewegung der Wimpern zum Mund geführt.
Die Entwicklung der Nussmuscheln ist immer dotterreich, d. h. die Eier enthalten einen großen Dottervorrat. Die meisten Arten bilden eine besondere Larvenform aus, die sog. Pericalymma-Larve, die aber keine Nahrung (Plankton) aufnimmt. Nach etwa zwei Wochen geht die Larve zum Bodenleben und zur Metamorphose über. Es wird außerdem nur ein Prodissoconch I gebildet, an den sich das juvenile Gehäuse anschließt.

## Taxonomie
Das Taxon wurde 1824 von John Edward Gray aufgestellt. Das World Register of Marine Species sowie die Paleobiology Database stellen folgende Gattungen zur Familie.
- Familie Nussmuscheln (Nuculidae Gray, 1824)
  - Unterfamilie Nuculinae Gray, 1824
    - Acila H. Adams & A. Adams, 1858
    - Gibbonucula Eames, 1951
    - Lamellinucula Schenck, 1944
    - Linucula Marwick, 1931
    - Nucula Lamarck, 1799
    - †Pectinucula Quenstedt, 1930
    - Pronucula Hedley, 1902

  - Unterfamilie Nuculominae Maxwell, 1988
    - Brevinucula Thiele, 1934
    - Economolopsis Hoare, Heaney & Mapes, 1989
    - †Leionucula Quenstedt, 1930
    - †Nuculoidea H. S. Williams & Breger, 1916
    - †Nuculoma Cossmann, 1907
    - †Nuculopsis Girty, 1911

  - Unterfamilie Palaeonuculinae Carter, 2001
    - Condylonucula D. R. Moore, 1977
    - †Palaeonucula Quenstedt, 1930

  - Incerta Subfamilia
    - Austronucula Powell, 1939
      - Austronucula perminima (Monterosato, 1875)

    - †Dacromya Agassiz, 1840[5]
    - Ennucula Iredale, 1931
    - Microgloma Saunders and Allen, 1973
    - Neonucula Lan & Lee, 2001
    - †Nuculanella Tasch, 1953
    - †Nuculavus Tschernyschev, 1943
    - Rumptunucula Bergmans, 1978
    - †Similiconcha Zhang, 1977
    - Sinonucula Xu, 1985
    - †Trigonucula Ichikawa 1949
    - Varinucula Maxwell, 1988

## Belege